# 1537
- Wikisource

| Calendário gregoriano                                                        | 1537 MDXXXVII                                          |
| Ab urbe condita                                                              | 2290                                                   |
| Calendário arménio                                                           | 986 – 987                                              |
| Calendário bahá'í                                                            | -307 – -306                                            |
| Calendário budista                                                           | 2081                                                   |
| Calendário chinês                                                            | 4233 – 4234 Início a 11 de fevereiro (aproximadamente) |
| Calendário copta                                                             | 1253 – 1254                                            |
| Calendário etíope                                                            | 1529 – 1530                                            |
| Calendários hindus - Vikram Samvat - Calendário nacional indiano - Cáli Iuga | 1592 – 1593 1458 – 1459 4637 – 4638                    |
| Calendário Holoceno                                                          | 11537                                                  |
| Calendário islâmico                                                          | 944 – 945                                              |
| Calendário judaico                                                           | 5297 – 5298                                            |
| Calendário persa                                                             | 915 – 916                                              |
| Calendário rúnico                                                            | 1787                                                   |
| Calendário solar tailandês                                                   | 2080                                                   |

1537 (MDXXXVII, na numeração romana) foi um ano comum do século XVI do Calendário Juliano, da Era de Cristo, e a sua letra dominical foi G (52 semanas), teve início numa segunda-feira e terminou também numa segunda-feira
| Ano completo                         |
| ------------------------------------ |
| Ano comum com início à segunda-feira |

## Eventos
- O rei D. João III de Portugal encarrega Pedro Anes do Canto da construção de um baluarte em Angra, embora uma carta do Cardeal D. Henrique à Câmara de Angra, datada de 14 de Maio de 1561, informe que o mesmo ou tinha sido destruído ou não tinha sido construído.
- 12 de março - Fundação de Recife, capital do estado de Pernambuco.
- 29 de maio - O Papa Paulo III assina a bula pontifícia Sublimis Deus, onde declara que os habitantes indígenas do Novo Mundo são seres racionais detentores de uma alma.

## Nascimentos

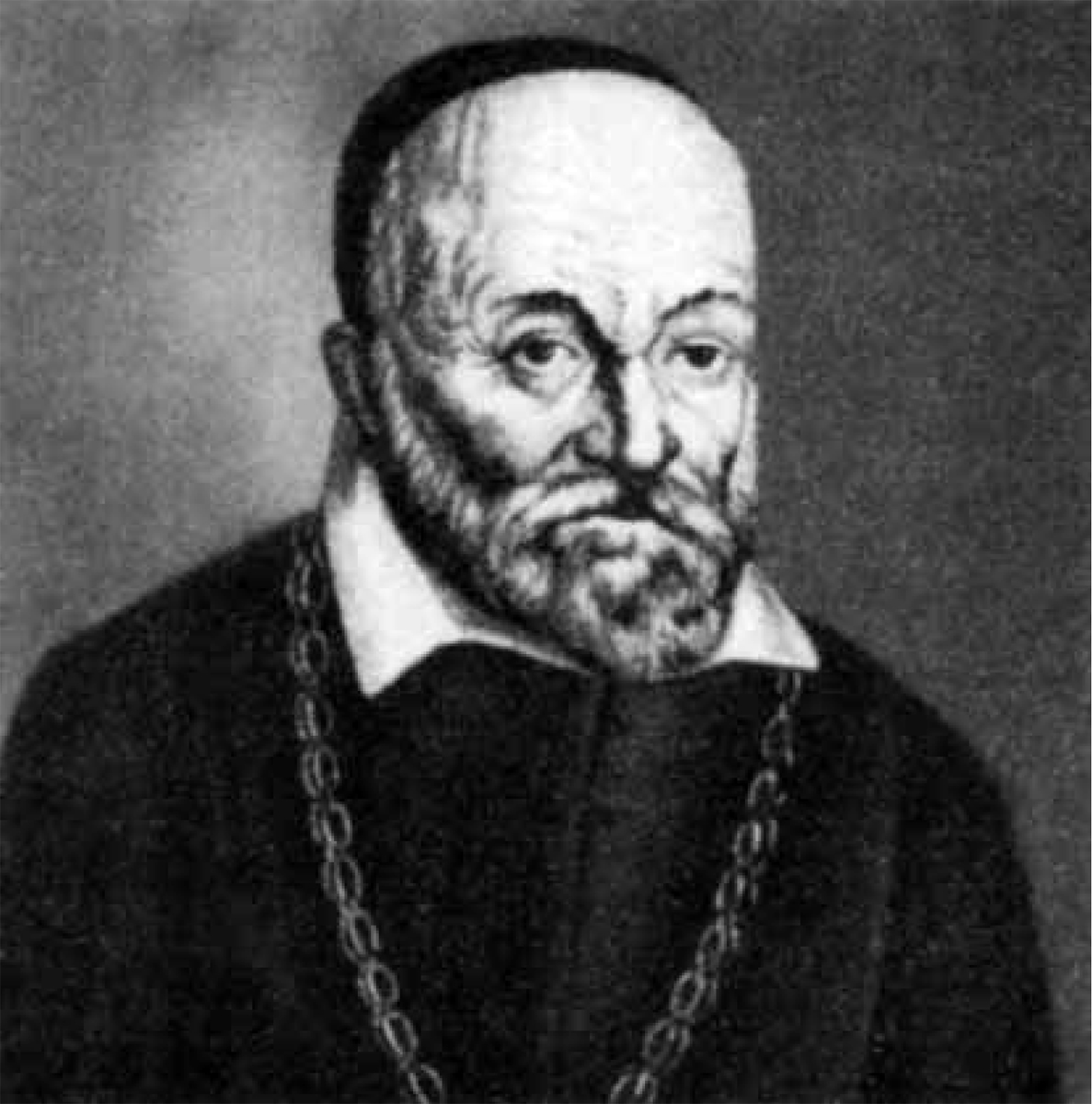
Girolamo Fabrizio (1537-1619)

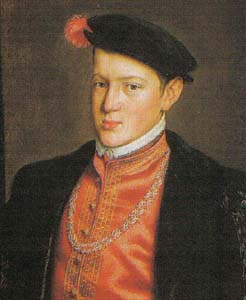
João Manuel, Príncipe de Portugal (1537-1554)

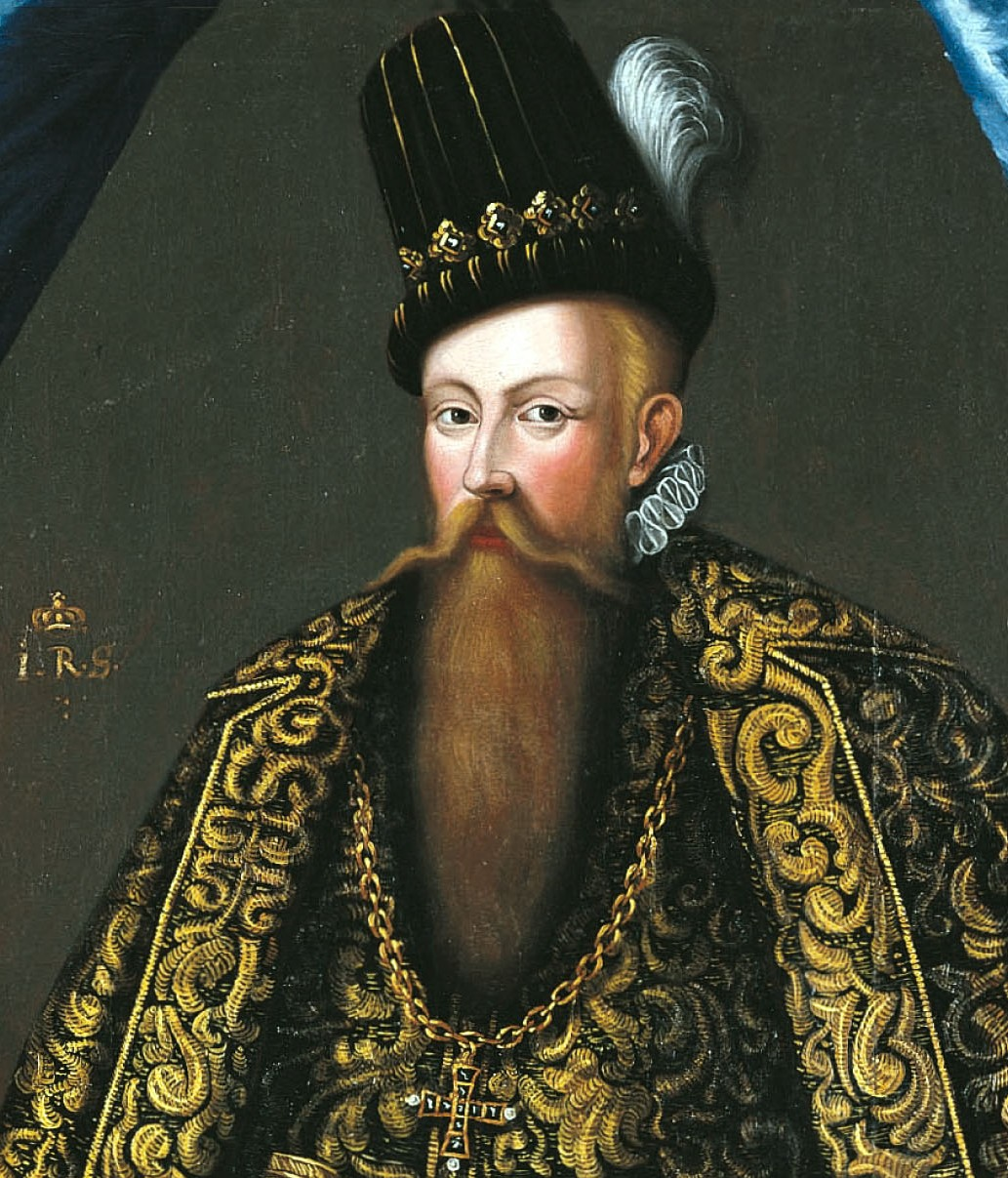
João III da Suécia (1537-1592)

- 15 de Março - Patrick Adamson, teólogo escocês e Arcebispo de St Andrews (m. 1592).
- 26 de Março - Toyotomi Hideyoshi, 豊臣 秀吉, daymio japonês (m. 1598).
- 20 de Maio - Girolamo Fabrizio, médico e anatomista italiano, fundador da Embriologia moderna (m. 1619).
- 03 de Junho - João Manuel, Príncipe de Portugal, oitavo filho do rei D. João III (m. 1554).
- 29 de Junho - Henricus Smetius, Hendrik de Smet, médico flamengo e fundador do Jardim botânico da Universidade de Heidelberg (m. 1614).
- 12 de Outubro
  - Edward VI, Rei da Inglaterra,  (m. 1553).
  - Jane Grey, Rainha da Inglaterra por cerca de nove dias em 1553 (m. 1554).
- 16 de Outubro - Dom Agostinho de Castro, Arcebispo de Braga (m. 1609).
- 05 de Dezembro - Ashikaga Yoshiaki, 足利 義昭, shogun japonês (m. 1597).
- 20 de Dezembro - João III, Rei da Suécia,  (m. 1592).

## Mortes

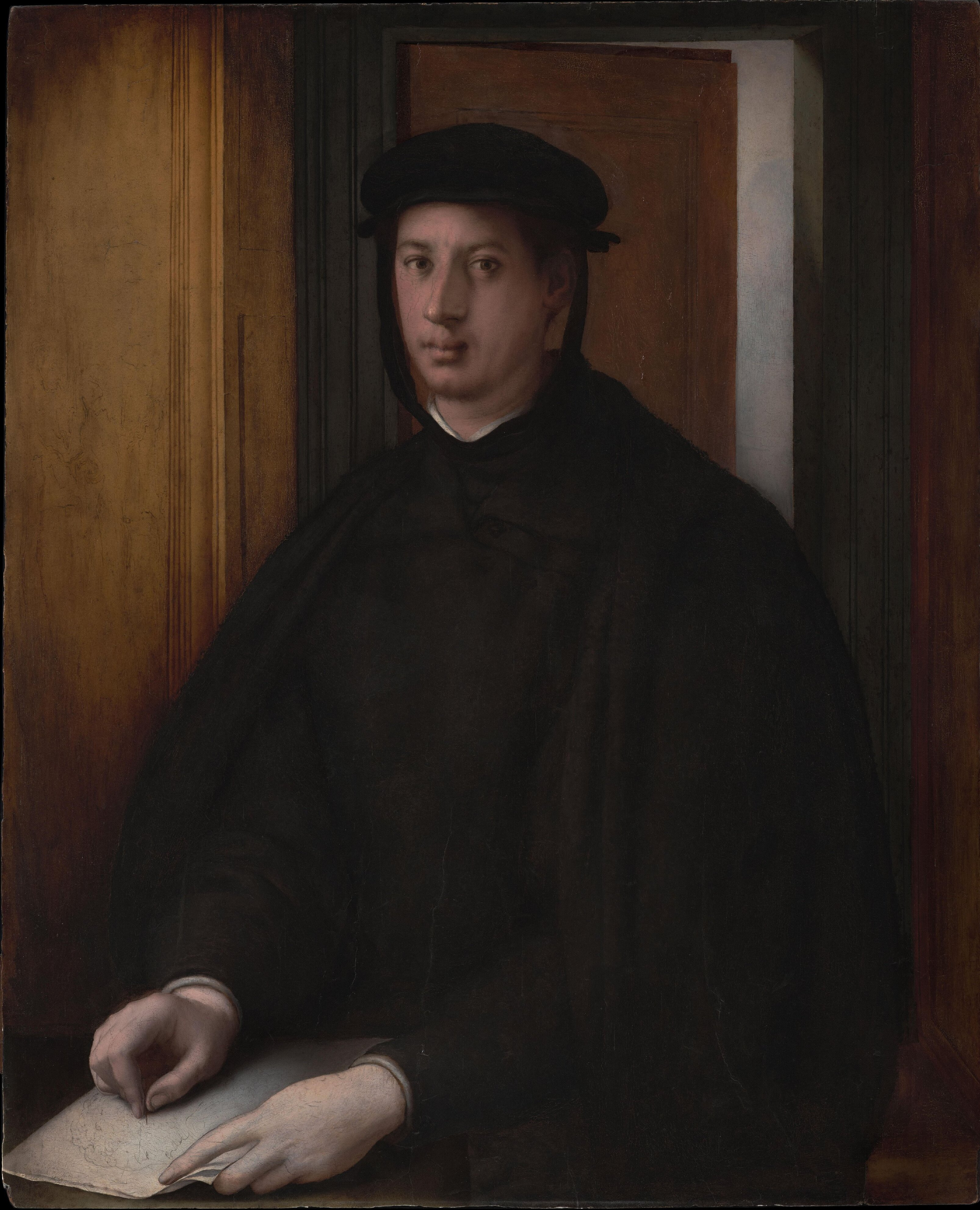
Alessandro de' Medici (1510-1537)

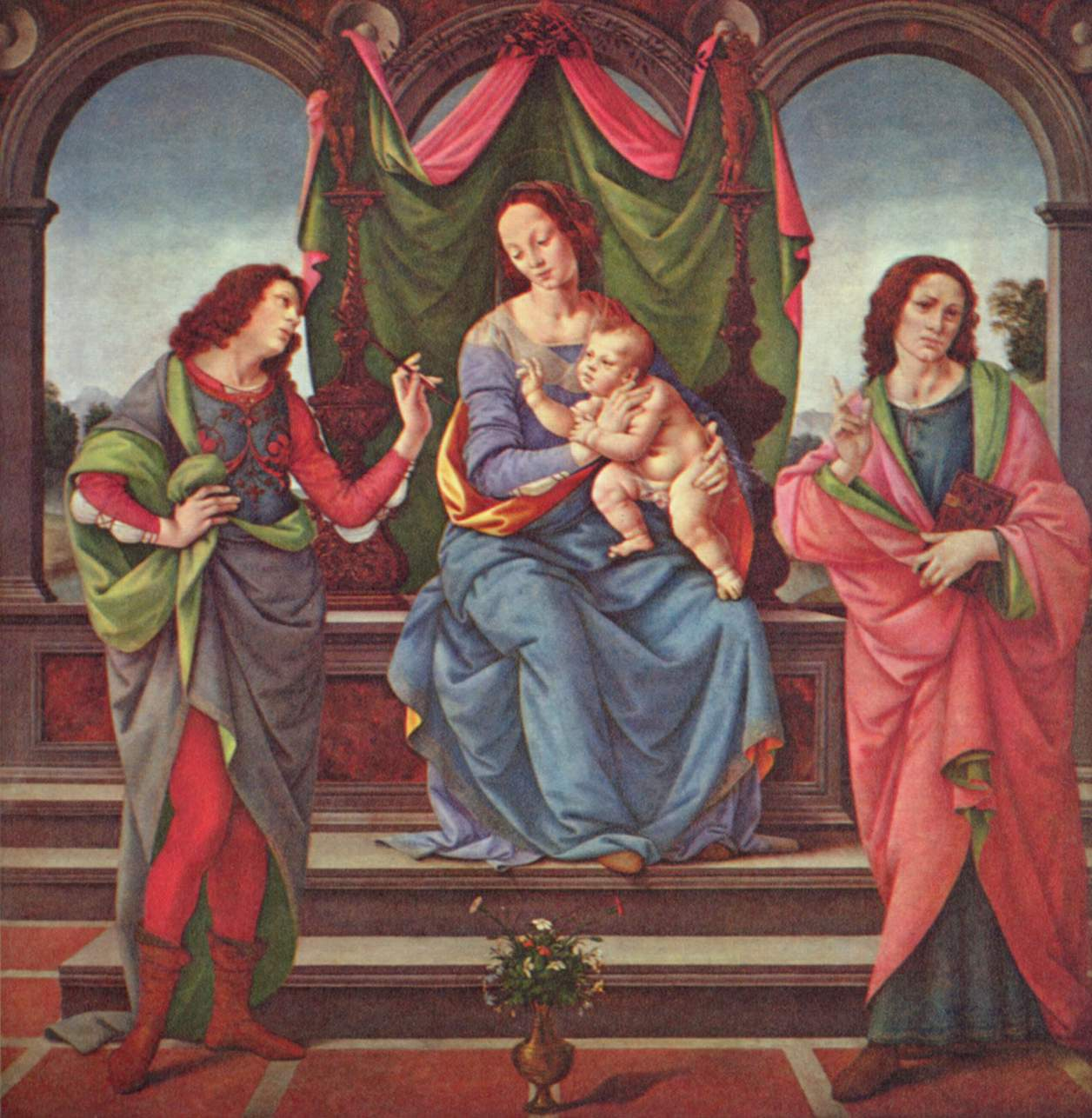
Lorenzo di Credi
Maria, mãe de Jesus, com o menino e dois santos

- 01 de Janeiro - Dom Diniz, filho de D. João III com a infanta D. Catarina da Áustria (n. 1535).
- 06 de Janeiro - Alessandro de' Medici, dito O Mouro, Duque de Florença (n. 1510).
- 12 de Janeiro - Lorenzo di Credi, pintor e escultor italiano (n. 1459).
- 25 de Março - Charles IV de Bourbon, Duque de Vendôme (n. 1489).
- 23 de Junho - Pedro de Mendoza, conquistador espanhol e fundador de Buenos Aires (n. 1487).
- 12 de Julho - Robert Aske, jurista inglês (n. 1500).
- 24 de Outubro - Jane Seymour, terceira mulher de Henrique VIII de Inglaterra (de complicações de parto) (n. 1508).
- 21 de Novembro - Giovanni Piccolomini, cardeal italiano e Arcebispo de Siena (n. 1475).

## Por tema
- 1537 no Brasil